# Irfan Mika'il
Irfan Mika'il (* 11. Mai 2003 in Singapur), mit vollständigen Namen Muhammad Irfan Mika'il Bin Abdullah, ist ein singapurischer Fußballspieler.

## Karriere
Irfan Mika'il erlernte das Fußballspielen in der Schulmannschaft der Punggol Secondary School. Am 1. Januar 2023 wechselte er in die Juniorenmannschaft des Erstligisten Balestier Khalsa. Sein Erstligadebüt gab der Juniorenspieler am 20. August 2023 (26. Spieltag) im Heimspiel gegen Albirex Niigata (Singapur). Bei der 1:5-Heimniederlage wurde er in der 84. Minute für den verletzten Fudhil I'yadh eingewechselt.